# Nomi-no-Sukune

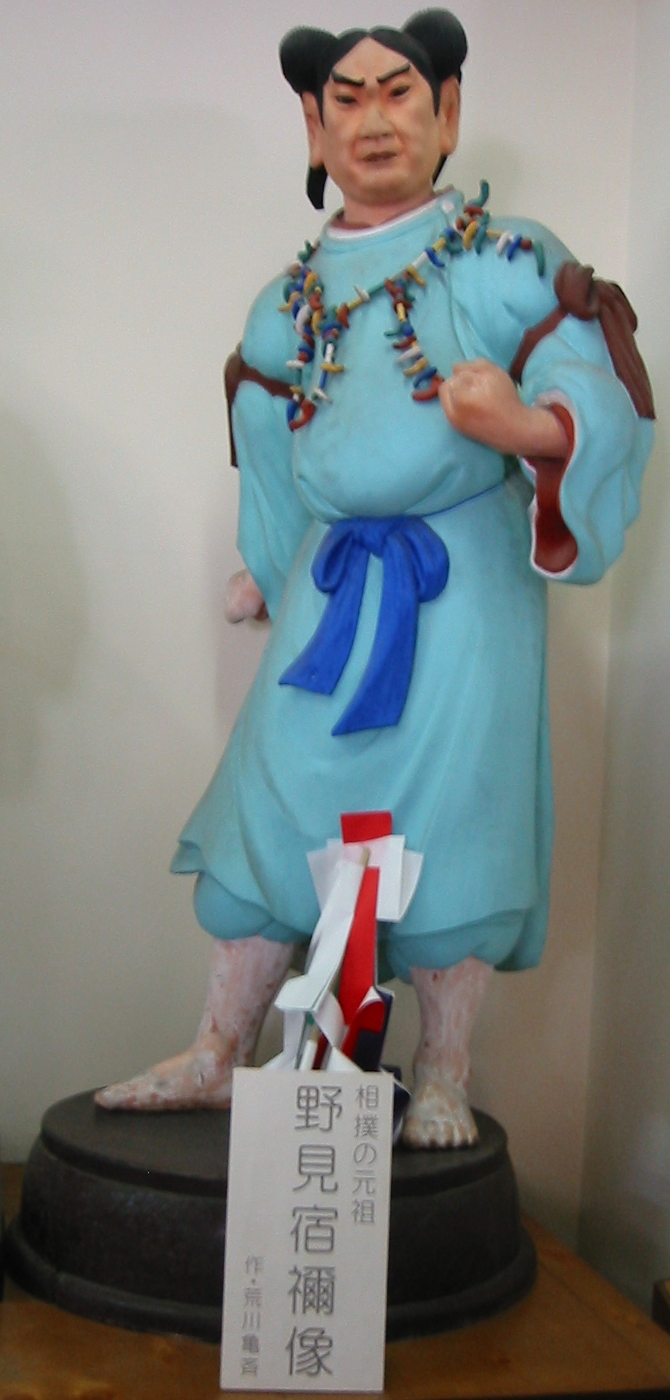
Modell von Nomi no Sukune im Izumo-Schrein

Nomi-no-Sukune (jap. 野見宿禰) ist ein Held aus der japanischen Mythologie.

## Mythische Berichte
Im Nihonshoki berichtete man dem Suinin-tennō vom tapferen Mann Taima-no-Kuehaya (当麻蹴速), der wegen seiner überragenden Stärke auf der Suche nach jemandem sei, mit dem er seine Kräfte messen könne. Der Tennō wollte darauf von seinen Ministern wissen, ob Taima-no-Kuehaya der größte Kämpfer des Reiches sei oder sich jemand vergleichbares finden lasse. Einer der Minister trat daraufhin hervor und berichtete vom ebenfalls tapferen Nomi-no-Sukune aus dem Lande Izumo. Noch am selben Tag schickte der Tennō nach Sukune, der an den Kaiserhof kam und sogleich am siebten Tag des siebten Monats im siebten Jahr der Herrschaft des Suinin-tennō mit Kuehaya den Kampf begann. Sukune gewann den Kampf, indem er Kuehaya mit Tritten dessen Rippen und Lenden brach und somit tötete. Nomi-no-Sukune bekam dafür die Ländereien des Taima-no-Kuehaya und blieb als Diener am Kaiserhof.
Ebenfalls dem Nihonshoki zufolge hat Nomi-no-Sukune nach dem Tod der Hibasu-hime no Mikoto, Gemahlin des Suinin-tennō, im 32. Jahr dessen Herrschaft Tonfiguren statt Menschenopfer als Grabbeigaben vorgeschlagen, wodurch die Töpferklans auch für Teile der kaiserlichen Begräbnisse zuständig wurden. Das Nihonshoki berichtet, dass diese so erstmals zur Anwendung gekommenen Tonfiguren Hani-wa („Ton-Ringe“) bzw. Tate-mono („Aufstell-Dinge“) genannt wurden.

## Verehrung
Nomi-no-Sukune ist bis heute der Schutzpatron der Sumōtori (Sumoringer). Als dieser wird er hauptsächlich in einem Mitte der Meiji-Zeit errichteten Shintō-Schrein in der Nähe des Tokioter Kokugi-kan (Austragungsort vieler Hon-Basho) verehrt. Andere Schreine sind der Ō-nomi-no-sukune-Schrein in Tottori und die zwei Nomi-Schreine in Takatsuki.
In den meisten Schreinen wird Nomi-no-Sukune jedoch als Ahnherr der Familie Sugawara (aus der auch Sugawara no Michizane entstammte) verehrt, darunter der Hōfu Tenman-gū in Hōfu, der Dazaifu Tenman-gū in Dazaifu, der Sugawara-Schrein in der Präfektur Nara (Landkreis Ikoma), der Ten-Schrein im Stadtbezirk Sumiyoshi-ku von Osaka, der Sugawara-Schrein in Sakai und der Ōsaka Tenman-gū in Osaka.